# Вільям Мак-Кінлі
Ві́льям Мак-Кі́нлі (англ. William McKinley, 29 січня 1843 — 14 вересня 1901) — американський політичний діяч і 25-й президент США (1897—1901) від Республіканської партії США. Був першим президентом XX століття і останнім із президентів США, які брали участь в Громадянській війні в США.

## Початок кар'єри
Дослужився до чину майора в часи Громадянської війни, потім займався адвокатурою у рідному штаті Огайо; у 1877 році обраний у Конгрес США, де належав до республіканської партії і відстоював крайній протекціонізм.
У 1890 році запропонував так званий білль Мак-Кінлі, який складався, власне, з двох окремих біллів, які мали одну мету: McKinley Administrative Bill, який набув чинності 1 серпня 1890 року, та McKinley Tariff Bill, який набув чинності 6 жовтня того ж року. Білль Мак-Кінлі викликав сильне невдоволення в середовищі демократичної партії; його непопулярність допомогла демократам здобути блискучу перемогу у виборах в палату представників у листопаді 1890 року, а ще через два роки — провести президентом республіки свого кандидата Гровера Клівленда; у 1894 році вони добилися зниження митних зборів. Сам Мак-Кінлі набув, проте, значного авторитету в рядах своєї партії; в 1891 році обраний губернатором Огайо.

## Президентство
Наприкінці 1896 року обраний на посаду президента; наприкінці 1900 року переобраний на наступні чотири роки. Час президентства Мак-Кінлі був епохою розквіту імперіалізму і протекціонізму.
У 1898 році США вели війну з Іспанією, яка закінчилася окупацією Куби, а незабаром Філіппін і Пуерто-Рико. Також анексовані Гаваї і проголошена відмова США від ізоляціонізму (доктрина Монро) і початок їхньої експансії у східну півкулю.
5 вересня 1901 року на панамериканській виставці у Баффало президент був поранений американським анархістом польського походження Леоном Франком Чолгошем. Перша куля вбивці, який стояв буквально за метр від президента, відскочила від ґудзика його смокінга, не завдавши йому ніякої шкоди. Однак друга куля влучила у живіт, пошкодила внутрішні органи та застрягла у спині (на розтині її не знайшли). Мак-Кінлі, бачачи, що охорона б'є спійманого на місці вбивцю, тихим голосом встиг сказати: «Легше з ним, хлопці». Незважаючи на своєчасну операцію та первинне поліпшення, президент помер 14 вересня в Баффало в особистому будинку у присутності міністрів та сенаторів від гангрени внутрішніх органів, яка виникла внаслідок вогнепальної рани. Останніми його словами були перші рядки гімну «Ближче, Господи, до Тебе».

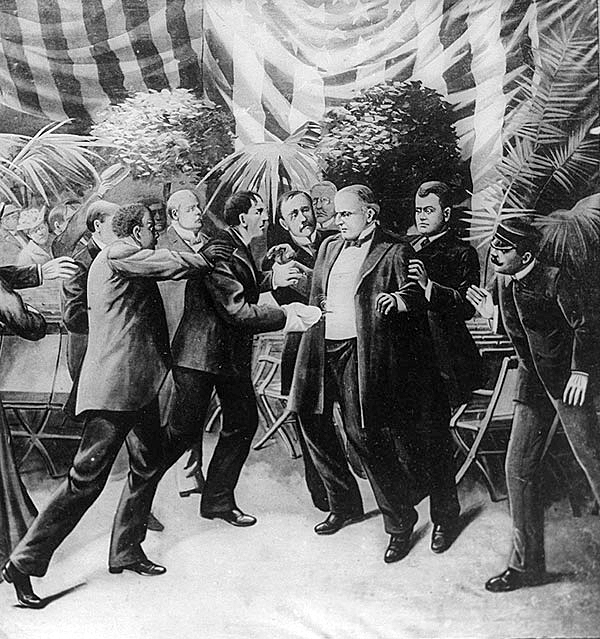
Вбивство Мак-Кінлі

Смерть Мак-Кінлі викликала загальне обурення та скорботу американців; газети на той час сповнені порівнянь «поваленого вождя», «мученика» з Лінкольном і навіть Христом. З іншого боку, анархістка Емма Гольдман порівняла вчинок Чолгоша з тирановбивством, здійсненим Брутом.

Леон Чолгош був страчений після швидкого суду 29 жовтня 1901 року. Його останні слова: 
Я вбив президента, бо він був ворогом добрих людей — добрих трудящих людей. Мені не соромно за свій злочин. Мені шкода, що мені не дали побачитися з батьком.
Наступником Мак-Кінлі став віцепрезидент Теодор Рузвельт.

## Пам'ять
Гора Деналі на Алясці, найвища точка Північної Америки названа на честь Мак-Кінлі.
Портрет президента Мак-Кінлі розмістили на 500-доларовій банкноті.